# Duda (Granada)
Duda (también llamada popularmente Puente Duda) es una localidad española perteneciente al municipio de Huéscar, en la provincia de Granada, comunidad autónoma de Andalucía. Está situada en la parte centro-occidental de la comarca de Huéscar. Cerca de esta localidad se encuentran los núcleos de La Parra, Fátima, Alamillo y Canal de San Clemente.